# Mamaia

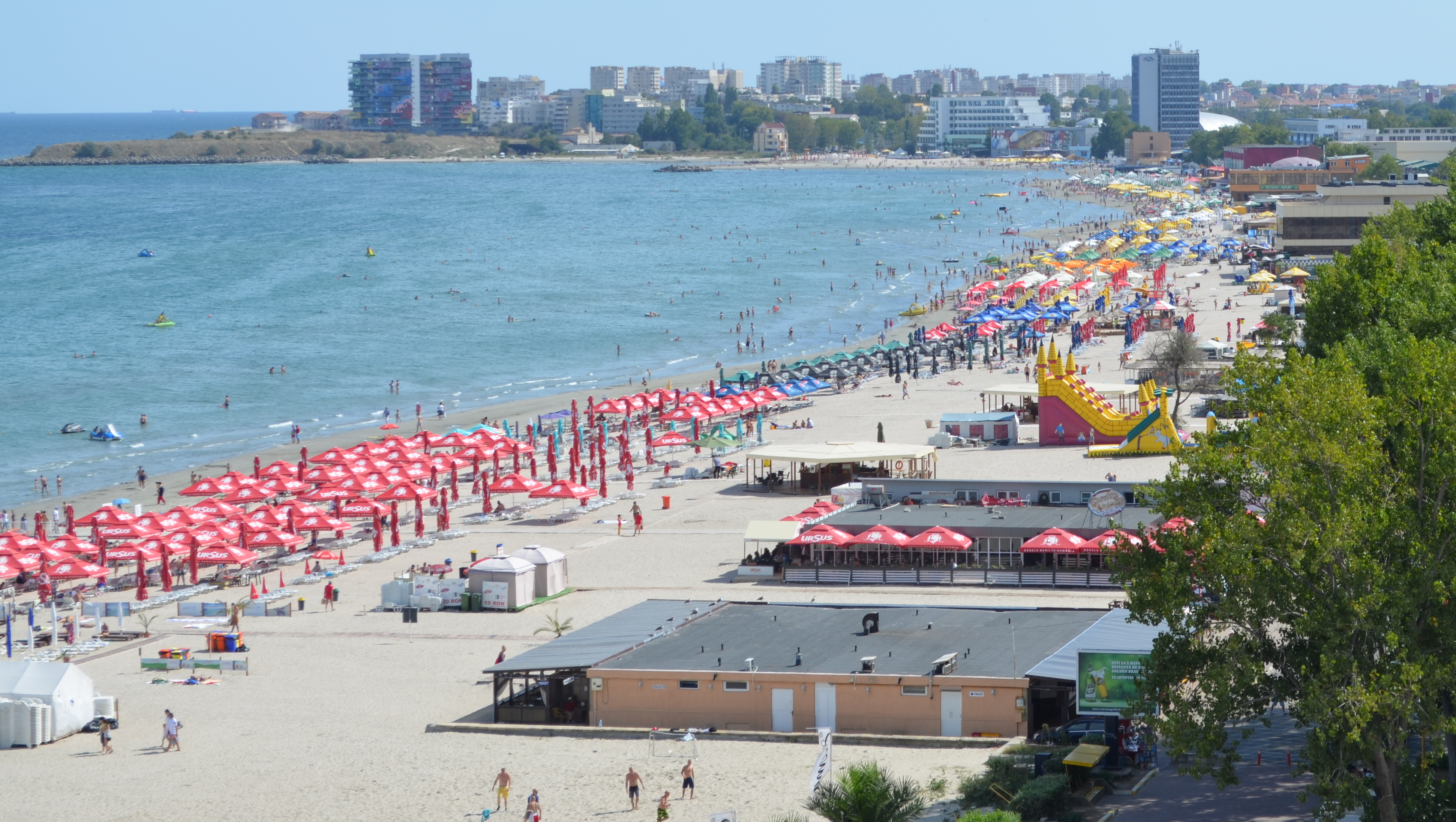
Stranden vid Mamaia.

Mamaia är den största badorten vid Svarta havets kust i sydöstra Rumänien. Orten är belägen inom stadskommunen Constanțas gräns, på en sju kilometer lång landtunga med Svarta havet i öster, sjön Siutghiol i väster och själva staden Constanța några kilometer söderut.